# The Skints
The Skints — британская регги-группа. С 2008 года The Skints участвовали в сотнях выступлений вместе с Gym Class Heroes, You Me at Six, Sublime with Rome, Reel Big Fish, Less Than Jake, The Slackers, Gogol Bordello, Bedouin Soundclash, и The King Blues.

## История

### Ранние годы
Группа сформировалась в 2005 году в школе Woodbridge High School (Лондон). Первые полтора года были потрачены на изменение состава группы и улучшение звука. К маю 2007 состав группы стал постоянным и вскоре они показали себя игрой в пабе в Уолтемстоу, где они были услышаны радио продюсера Риса Хьюза, когда троим из них было только 16. Через два дня диджеи с других радиостанций начали регулярно ставить треки The Skints. В том же году группа играла с другими лондонскими музыкантами, такими как Brinkworth, Reeps One и ClayPigeon.

### Первый успех
В 2008 Кев из Do the Dog Records подписал с группой контракт после прослушивания их демо. Летом 2008 The Skints выпустили свой мини-альбом состоящий из шести песен. Через два месяца они были приглашены в свой первый тур, в качестве поддержки группы The King Blues во втором туре их альбома. Тур прошёл с невероятным успехом и дал группе возможность заработать себе имя на английской Панк сцене также хорошо как вместе с The King Blues.
Через год группа гастролировала с The Slackers, Sonic Boom Six, The Aggrolites, Random Hand и другими. Во время этого тура они познакомились с группами Sonic Boom Six и Random Hand.
Группа отыграла несколько фестивалей в 2009, первым из них был Slam Dunk Festival. В июле они отправились в Чехию чтобы поучаствовать в Mighty Sounds Festival, это было их первое путешествие по Европе. В августе The Skints приняли участие в ещё одном фестивале Rebellion festival в Блэкпуле, где находились сотни людей.

## Дискография

### Мини-альбомы и синглы
| Год  | Название                        | Лейбл                                            |
| ---- | ------------------------------- | ------------------------------------------------ |
| 2008 | The Skints                      | Do the Dog                                       |
| 2010 | Up Against the Wall             | Seven Inch                                       |
| 2013 | Out My Mind                     | Bomber Music                                     |
| 2013 | Ratatat                         | Underground Communique Records, Asbestos Records |
| 2014 | Short Change EP                 | Soulbeats Records                                |
| 2017 | This Town / Let's Stay Together | none                                             |

### Альбомы
| Год                     | Название                   | Лейбл                                     |
| ----------------------- | -------------------------- | ----------------------------------------- |
| 2009 2010 (переиздание) | Live.Breathe.Build.Believe | Rebel Alliance Bomber Music (переиздание) |
| 2012                    | Part & Parcel              | Bomber Music/Penny Drop Recordings        |

### Клипы
- On a Mission (2011)
- Ratatat (2012)
- Rise Up (2012)
- Out My Mind (2014)
- Eyes In The Back Of My Head feat. Rival (2015)
- This Town feat. Tippa Irie and Horseman (2015)
- Friends & Business (2015)